# Jana Zwieriewa
Jana Aleksandrowna Zwieriewa (ros. Яна Александровна Зверева; ur. 6 marca 1989 w Twerze) – rosyjska szpadzistka, dwukrotna medalistka mistrzostw świata.
W 2009 roku zdobyła złoty medal drużynowo na mistrzostwach świata juniorów w Belfaście.
Podczas mistrzostw świata w Budapeszcie w 2013 roku Rosjanki w składzie: Tatjana Andriuszyna, Wioletta Kołobowa, Anna Siwkowa i Jana Zwieriewa zdobyły złoty medal w zawodach drużynowych. W rywalizacji indywidualnej była tam ósma. Złoty medal drużynowo zdobyła również na mistrzostwach świata w Kazaniu rok później.
Zdobyła również srebrne medale drużynowo na mistrzostwach Europy w Strasburgu (2014) i mistrzostwach Europy w Tbilisi (2017).
Ponadto na igrzyskach europejskich w Baku w 2015 roku wywalczyła indywidualnie srebrny medal.
Nigdy nie wzięła udziału w igrzyskach olimpijskich.